# Aichi E11A
El Aichi E11A (“Kyujuhachi Yatei") o Laura en código aliado,  fue un hidroavión de la Armada Imperial Japonesa, utilizado durante el primer año de la Segunda Guerra Mundial en labores de reconocimiento nocturno embarcado.

## Desarrollo
La Armada Imperial Japonesa deseaba mejorar el prototipo Aichi E10, tipo 96, un hidroavión de observación.  El objetivo de este tipo de hidroaviones era servir de observador en ataques torpederos en acción nocturna contra unidades mayores e iban embarcados en cruceros ligeros de exploración.
Fue desarrollado por el ingeniero de la Aichi T. Kōkūki, Mori Morisige como un hidroavión liviano de observación embarcado, basándose en las especificaciones del proyecto 10-Shi. La Armada Imperial Japonesa encargó tanto a la empresa Aichi Kōkūki como a Kawanishi el desarrollo del proyecto 11-Shi.
El nuevo aeroplano era un biplano que poseía un ala en parasol y otra cantiléver unidas por robustos bastidores, estaba impulsado por un motor Hiro tipo 22 de 620 CV cuya góndola estaba montada sobre el parasol, estaba propulsado por una hélice tetrapala de madera.
Era capaz de transportar a tres tripulantes, piloto, artillero-navegador y radiotelegrafista sentados en compartimientos en tándem y la estructura tenía una forma de huso bifurcado. 
En ciertos aspectos, el Aichi E11 A1 tipo 98 compartía algunas similitudes con el Supermarine Walrus; pero era de construcción más robusta. 
El Aichi E11 A1 tipo 98, era considerado lento, pero su fortaleza radicaba en su gran autonomía (mayor a 1900 km),  estaba pobremente armado con tan solo una ametralladora de 7,7 mm y no tenía capacidad ofensiva ni cargaba bombas.
El primer prototipo voló por primera vez en junio de 1937 y no hubo variantes consecutivas. Fueron totalmente retirados de la Armada en 1942 y las unidades operativas restantes fueron destinadas al sistema de alerta temprana de exploración de radio costero o entrenamiento.  Ningún aparato sobrevivió a la guerra.

## Historial operativo
Su producción fue entre los años 1937 y 1940 y tan solo se fabricaron 17 unidades, la Armada perdió interés en este tipo de hidroaviones en la medida que eran remplazados por los hidroaviones estándar Aichi E13A (Jake) y Mitsubishi F1M (Pete). El Aichi E11 operó principalmente en la segunda guerra sino-japonesa, en apoyo en algunas acciones de establecimiento de cabezas de playa en el frente del Pacífico en 1941 y a principios de 1942. 
Algunos de los cruceros ligeros exploradores que portaron este tipo de hidroaviones fueron el Naka,  Natori, Kinu,  Abukuma y  Sendai.

## Especificaciones técnicas

### Características generales
- Tripulación: 3
- Longitud: 10,7 m (35,1 ft)
- Envergadura: 14,5 m (47,6 ft)
- Altura: 5,5 m (18 ft)
- Peso vacío: 1927 kg (4247,1 lb)
- Peso máximo al despegue: 3300 kg (7273,2 lb)
- Planta motriz: 1× motor en línea Hiro tipo 91 modelo 22.
  - Potencia: 456 kW (612 HP; 620 CV)

### Rendimiento
- Velocidad máxima operativa (Vno): 215 km/h (134 MPH; 116 kt) a 2400 m
- Velocidad crucero (Vc): 130 km/h (81 MPH; 70 kt)
- Alcance: 1945 km (1050 nmi; 1209 mi)
- Techo de vuelo: 4425 m (14 518 ft)
- Régimen de ascenso: 2,7 m/s (531 ft/min) hasta 3000 m

### Armamento
- Ametralladoras: 1× ametralladora Tipo 92

## Listas relacionadas
- Anexo:Hidroaviones y aviones anfibios

- Anexo:Lista de biplanos